# Мангровая питта
Мангровая питта (лат. Pitta megarhyncha) — вид воробьинообразных птиц из семейства питтовых (Pittidae). Обитают в странах Юго-Восточной Азии, где живут преимущественно в мангровых зарослях. В связи с интенсивной вырубкой мангров, используемых в качестве топлива, строительного материала и источника древесного угля, численность мангровых питт сокращается.

## Описание
Длина от 180 до 210 мм, голова чёрная с жёлто-коричневым верхом, белым подбородком и желтоватым низом. Плечи и  зеленоватые, подхвостье красноватое. У молодых особей похожий узор на оперении, но более тусклый, чем у взрослых представителей.

## Распространение и среда обитания
Мангровая питта обитает в Бангладеше, Индии, Индонезии, Малайзии, Мьянме, Сингапуре и Таиланде (в первую очередь на западном побережье южного полуострова Таиланд).

## Питание
Рацион состоит из ракообразных, моллюсков и наземных насекомых.

## Поведение
Сезон размножения приходится на апрель-август. Гнездо сводчатое и обычно строится на земле. Размер кладки — четыре яйца.

## Галерея

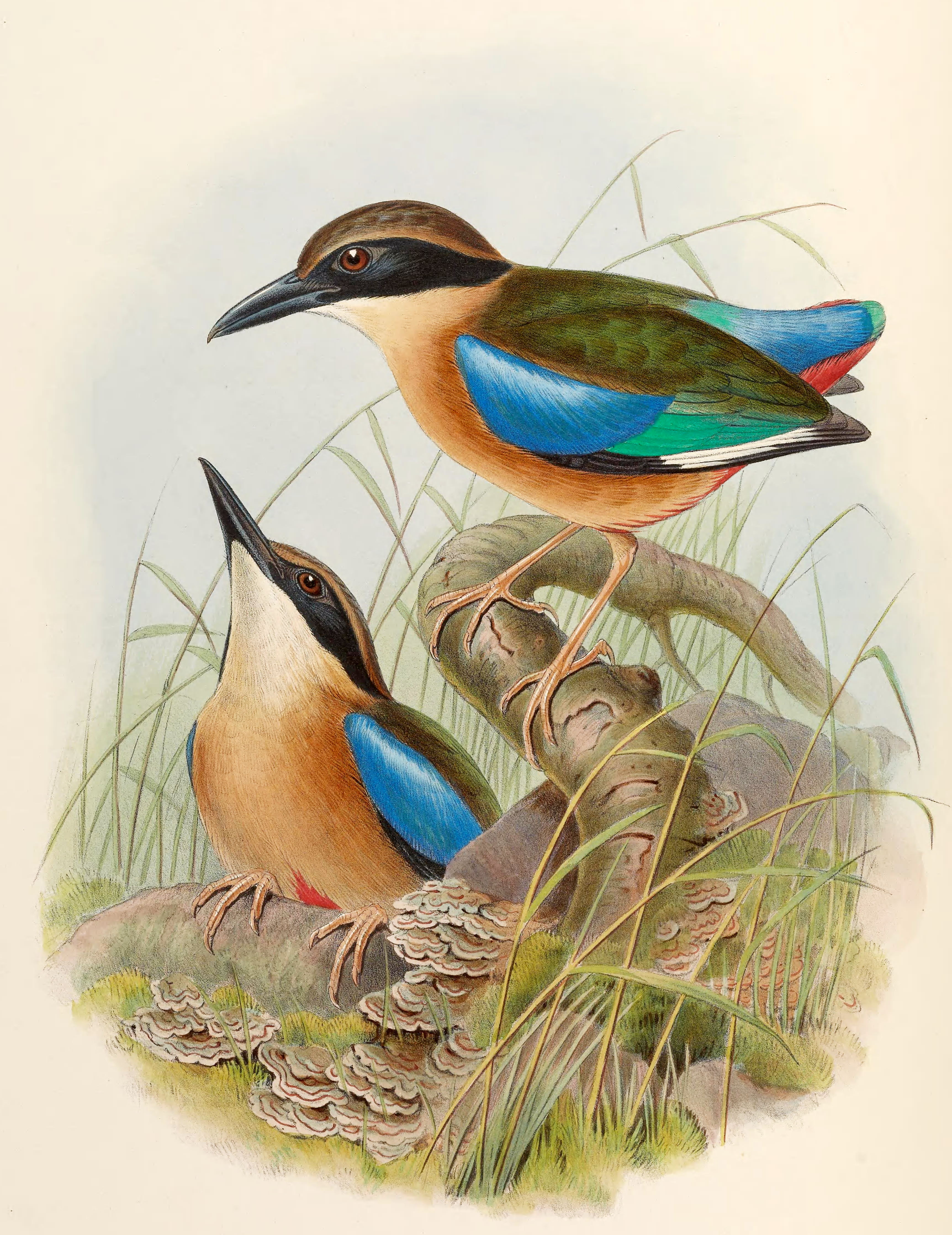
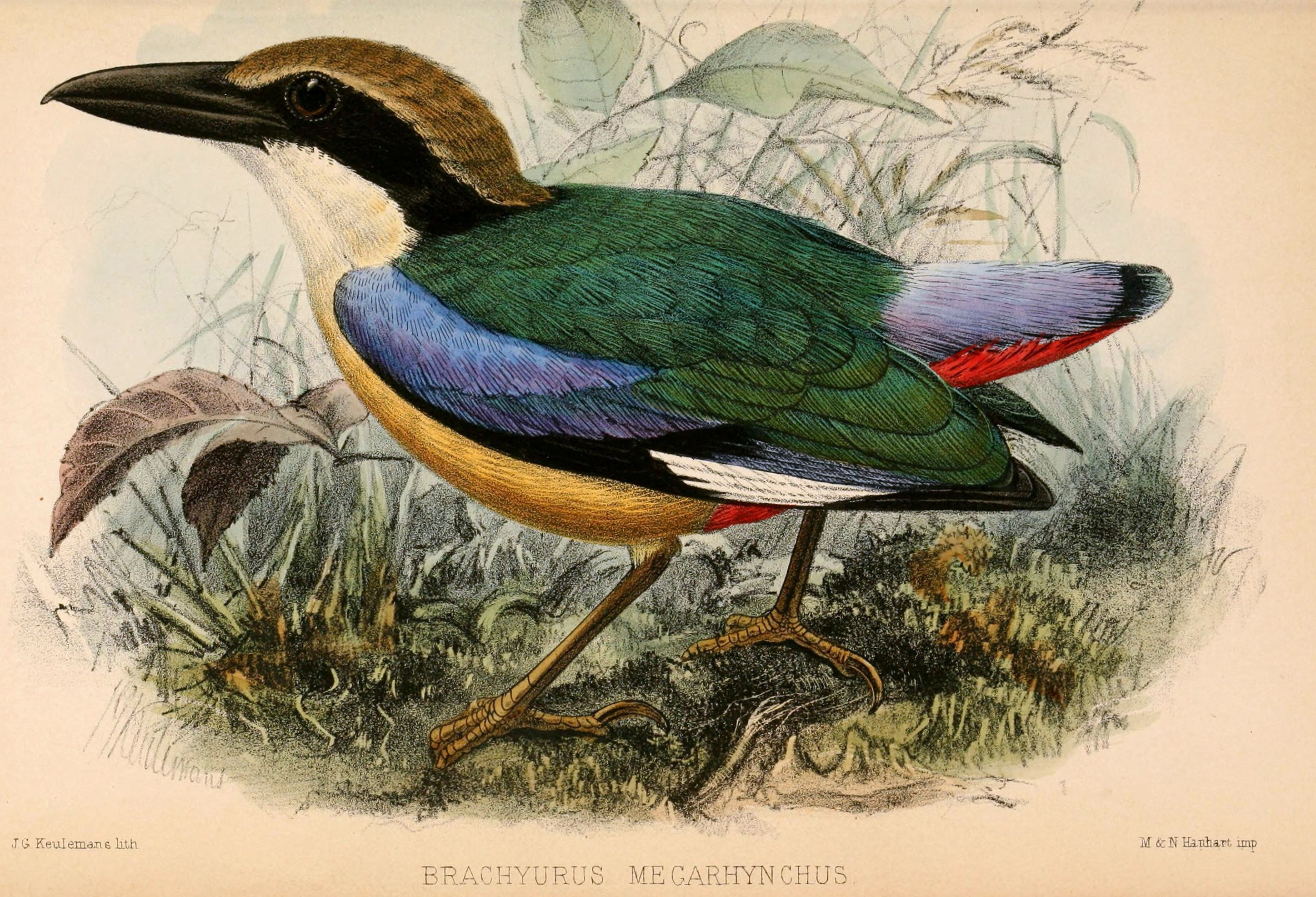

- Мангровая питта на ветке дерева (Малайзия)